# Pape Paté Diouf
Pape Paté Diouf (ur. 4 kwietnia 1986) – senegalski piłkarz, napastnik klubu norweskiego Molde FK.